# Haars wavelet

Haars wavelet.

Haars wavelet är den enklaste och den allra först upptäckta waveleten, introducerad 1909 av Alfred Haar. Notera att begreppet wavelet (vågelement) introducerades först senare.
Nackdelarna med Haars wavelet är att den inte är kontinuerlig och därmed inte deriverbar.
Haars wavelet kan också uttryckas som en stegfunktion f(x):
f(x) =  1  (om 0 ≤ x < 1/2)
f(x) = -1  (om 1/2 ≤ x < 1)